# Arilpa gidya
Arilpa gidya är en insektsart som beskrevs av Otte, D. och R.D. Alexander 1983. Arilpa gidya ingår i släktet Arilpa och familjen syrsor. Inga underarter finns listade i Catalogue of Life.